# No Mercy 2016
No Mercy 2016 è stata la dodicesima edizione dell'omonimo evento in pay-per-view prodotto annualmente dalla WWE. L'evento, appartenente al roster di SmackDown, si è svolto il 9 ottobre 2016 al Golden 1 Center di Sacramento (California).
No Mercy è tornato nel calendario dei pay-per-view della WWE ad otto anni di distanza dall'ultima edizione.

## Storyline
A SummerSlam, AJ Styles ha sconfitto John Cena. Styles ha poi vinto il WWE World Championship a Backlash dell'11 settembre, quando ha sconfitto Dean Ambrose dopo un colpo basso e la Styles Clash. Due giorni più tardi a SmackDown, Cena ha chiesto una rivincita contro Styles nel tentativo di diventare per la sedicesima volta campione del mondo, in modo da eguagliare il record di Ric Flair, mentre Ambrose ha invocato la sua clausola di rivincita contro Styles. Il commissioner di SmackDown, Shane McMahon ha organizzato un triple threat match tra Styles, Cena e Ambrose per il titolo a No Mercy. Pi tardi quella sera, Ambrose e Cena hanno sconfitto Styles e l'Intercontinental Champion The Miz. Successivamente, Ambrose ha attaccato Cena con la Dirty Deeds. La settimana seguente, Ambrose ha sconfitto Cena con un roll-up. Dopo il match, Styles ha attaccato sia Cena sia Ambrose, ciò ha portato al general manager di SmackDown, Daniel Bryan, a costringere Styles ha difendere il titolo contro Ambrose la settimana successiva a SmackDown. Nella puntata di SmackDown del 27 settembre, Styles ha mantenuto il titolo contro Ambrose, dopo una distrazione di Cena. Dopo il match, Cena ha attaccato Styles e Ambrose con una Attitude Adjustment.
A Backlash, Becky Lynch ha sconfitto Alexa Bliss, Carmella, Naomi, Natalya e Nikki Bella in un six-pack challenge match per diventare la inaugurale SmackDown Women's Champion. Nella puntata di SmackDown del 13 settembre, la Bliss ha vinto un fatal five-way match sconfiggendo Carmella, Nikki Bella, Natalya e Naomi ottenendo un'opportunità titolata allo SmackDown Women's Championship contro Becky Lynch a No Mercy. La settimana successiva, Alexa ha attaccato la Lynch durante la firma del contratto. L'8 ottobre, tuttavia, è stato annunciato dal Wrestling Observer Newsletter che Becky Lynch ha subito legittimo infortunio e dunque il suo match con Alexa Bliss non avrà luogo.
A Backlash, Heath Slater e Rhyno hanno sconfitto gli Usos (Jey Uso e Jimmy Uso) nella finale di un torneo per l'assegnazione dello SmackDown Tag Team Championship, diventando di conseguenza i nuovi campioni. Nella puntata di SmackDown del 20 settembre gli Usos hanno sconfitto gli American Alpha (Chad Gable e Jason Jordan), diventando i contendenti nº1 ai titoli di coppia di SmackDown e ottenendo dunque un match titolato per No Mercy.
A Backlash, The Miz ha sconfitto Dolph Ziggler mantenendo l'Intercontinental Championship. Nella puntata di SmackDown del 13 settembre la scena si è ripetuta con The Miz che, accecando Ziggler con il profumo di sua moglie Maryse mentre l'arbitro era distratto, ha mantenuto l'Intercontinental Championship. Nella puntata di SmackDown del 27 settembre Ziggler ha chiesto a The Miz un ultimo match titolato per No Mercy mettendo in palio la sua carriera per il titolo. Dunque per No Mercy è stato annunciato un Title vs. career match per l'Intercontinental Championship tra The Miz e Dolph Ziggler.
A Backlash, Bray Wyatt ha sconfitto Randy Orton per forfait, venendo tuttavia sconfitto poco dopo da Kane in un No Holds Barred match grazie allo stesso Orton. Nelle successive settimane Wyatt ha effettuato diversi promo e mind-games contro Orton e il 28 settembre è stato annunciato che i due si affronteranno a No Mercy.
Nella puntata di SmackDown del 23 agosto Carmella ha effettuato un turn heel attaccando Nikki Bella al tavolo di commento. Le due hanno continuato ad attaccarsi vicendevolmente nelle varie puntate successive ed è stato sancito un match per No Mercy.
Nella puntata di SmackDown del 4 ottobre Jack Swagger, al suo debutto nel roster di SmackDown, ha sconfitto Baron Corbin su decisione dell'arbitro, il quale era convinto di aver visto Corbin cedere alla Patriot Lock di Swagger quando in realtà stava solo cercando di raggiungere le corde per interrompere la manovra di sottomissione del "Real American". Per questo motivo è stato annunciato un match tra Swagger e Corbin per No Mercy.
Dopo settimane di promo e vignette, Curt Hawkins farà il suo ritorno a No Mercy.
La sera stessa dell'evento è stato annunciato un Eight-man Tag Team match per il Kick-off: gli American Alpha (Chad Gable e Jason Jordan) e gli Hype Bros (Mojo Rawley e Zack Ryder) contro gli Ascension (Konnor e Viktor) e i Vaudevillains (Aiden English e Simon Gotch).

## Risultati
| #       | Incontri                                                                           | Stipulazioni                                                    | Durata |
| ------- | ---------------------------------------------------------------------------------- | --------------------------------------------------------------- | ------ |
| Kickoff | Gli American Alpha e gli Hype Bros hanno sconfitto gli Ascension e i Vaudevillains | Four-on-four tag team match                                     | 09:10  |
| 1       | AJ Styles (c) ha sconfitto Dean Ambrose e John Cena                                | Triple threat match per il WWE World Championship               | 21:15  |
| 2       | Nikki Bella ha sconfitto Carmella                                                  | Single match                                                    | 08:05  |
| 3       | Heath Slater e Rhyno (c) hanno sconfitto gli Usos                                  | Tag team match per il WWE SmackDown Tag Team Championship       | 10:17  |
| 4       | Baron Corbin ha sconfitto Jack Swagger                                             | Single match                                                    | 07:30  |
| 5       | Dolph Ziggler (carriera) ha sconfitto The Miz (WWE Intercontinental Championship)  | Title vs. career match per il WWE Intercontinental Championship | 19:42  |
| 6       | Naomi ha sconfitto Alexa Bliss                                                     | Single match                                                    | 05:25  |
| 7       | Bray Wyatt ha sconfitto Randy Orton                                                | Single match                                                    | 15:40  |